# 程霊洗
程 霊洗（程 靈洗、てい れいせん、514年 - 568年）は、南朝梁から陳にかけての軍人。字は玄滌。本貫は新安郡海寧県。

## 経歴
梁の末年、海寧県・黟県・歙県や鄱陽郡と宣城郡の境では反乱が多発したため、霊洗は郷里の少年たちを集めて、反乱者の追捕にあたった。侯景の乱が起こると、霊洗は兵を集めて黟県・歙県に拠り、侯景軍をはばんだ。侯景軍が新安郡治を占領し、新安郡太守の蕭隠が霊洗を頼って逃亡してくると、霊洗は蕭隠を主にまつりあげた。湘東王蕭繹が荊州で承制すると、霊洗は間道から蕭繹に遣使した。劉神茂が東陽から新安の侯景軍を攻撃すると、霊洗は劉神茂と呼応して新安を攻め落とした。蕭繹により持節・通直散騎常侍・都督新安郡諸軍事・雲麾将軍・譙州刺史に任じられ、新安郡太守を兼ね、巴丘県侯に封じられた。劉神茂が敗れて、侯景の部将の呂子栄が新安に進攻してくると、霊洗は黟県・歙県に撤退した。侯景が敗れて、呂子栄が退却すると、霊洗は再び新安を占拠した。建徳に進軍し、侯景の部将の趙桑乾を捕らえた。功績により持節・散騎常侍・都督青冀二州諸軍事・青州刺史に任じられた。
霊洗は兵を率いて揚州に下り、王僧弁を補佐した。呉興郡太守に任じられたが、赴任しないうちに、王僧弁の命を受けて侯瑱の下で荊州の援軍に向かった。承聖3年（554年）、江陵が西魏の侵攻を受けて陥落すると、霊洗は建康に帰還した。承聖4年（555年）、陳霸先が王僧弁を殺害すると、霊洗は兵を率いて王僧弁を救援しようとしたが、石頭西門で奮戦して敗れ、陳霸先に降伏した。同年（紹泰元年）、使持節・信武将軍・蘭陵郡太守に任じられ、京口に駐屯した。陳霸先が徐嗣徽の率いる北斉軍を破ると、霊洗は功績により南丹陽郡太守に任じられ、遂安県侯に封じられて、采石に駐屯した。
永定元年（557年）、陳が建国されると、霊洗は周文育の下で郢州の王琳を攻撃し、沌口で敗戦して王琳に捕らえられた。永定2年（558年）、侯安都らとともに逃げ帰った。丹陽尹を兼ね、高唐太原二郡太守として出向し、南陵に駐屯した。太子左衛率に転じた。永定3年（559年）、武帝（陳霸先）が崩御すると、王琳の前軍が東下してきたため、霊洗は南陵でこれを撃破した。功績により持節・都督南豫州縁江諸軍事・信武将軍・南豫州刺史に任じられた。天嘉元年（560年）、侯瑱らが王琳を柵口で撃破すると、霊洗は勝利に乗じて北に追撃し、魯山を占拠した。召還されて左衛将軍となった。
天嘉4年（563年）、周迪が臨川郡に進攻してくると、霊洗は都督として、鄱陽から別道をとって周迪を撃破した。天嘉5年（564年）11月、中護軍に転じた。天嘉6年（565年）12月、使持節・都督郢巴武三州諸軍事・宣毅将軍・郢州刺史として出向した。天康元年（566年）、廃帝が即位すると、霊洗は雲麾将軍に進んだ。
光大元年（567年）、華皎が反乱を起こすと、使者を送って霊洗に誘いをかけたが、霊洗は華皎の使者を斬って、経緯を陳の朝廷に報告した。北周の長胡公元定が2万の兵を率いて華皎の援軍となり、郢州の霊洗を包囲したので、霊洗は州城に籠城して固守した。陳の将軍の淳于量・呉明徹らが華皎・元定らを撃破し、華皎は江陵に逃れ、元定は降伏した。
光大2年（568年）、霊洗は北周の沔州に進攻して攻め落とし、刺史の裴寛を捕らえた。功績により安西将軍に進み、重安県公に改封された。郢州で死去した。享年は55。鎮西将軍・開府儀同三司の位を追贈された。諡は忠壮といった。
子の程文季が後を嗣いだ。

## 伝記資料
- 『陳書』巻10 列伝第4
- 『南史』巻67 列伝第57